# Agrypon clivicolum
Agrypon clivicolum là một loài tò vò trong họ Ichneumonidae.